# 이타페쿠루강
이타페쿠루강(포르투갈어: Rio Itapecuru)은 브라질 북부 마라냥주의 강이다.

## 경로
이타페쿠루강은 마라냥 주의 남쪽에 위치한 Serra do Itapecuru에서 발원하며 높이는 660 미터 (2,170 ft)에 달한다. 북쪽으로 흐르며 더 큰 상조제만의 지류인 Baía do Arraial로 흘러든다. 이 강은 상루이스를 포함한 마라냥주의 20개 도시의 중요한 수원지이다. 이 강 상류의 일부는 1980년에 조성된 437,000 헥타르 (1,080,000 ac) 규모의 미라도르 주립공원으로 보호받고 있다.